# HD 37635
HD 37635，又名BD-09 1197，SAO 132425、HR 1942，是一颗恒星，视星等为6.5，位于銀經213.62，銀緯-20.35，其B1900.0坐标为赤經5h 34m 46.2s，赤緯-9° -20.35′ 43″。